# Tetraedru trunchiat augmentat
În geometrie un tetraedru trunchiat augmentat este un poliedru convex construit prin augmentarea unui tetraedru trunchiat (un poliedru arhimedic) cu o cupolă triunghiulară (J3) pe una din fețele sale hexagonale. Este poliedrul Johnson J65. Având 14 fețe, este un tetradecaedru.

## Mărimi asociate
Următoarele formule pentru arie, A, și volum, V, sunt stabilite pentru lungimea laturilor tuturor poligoanelor (care sunt regulate) a:
{\displaystyle A={\frac {1}{2}}(6+13{\sqrt {3}})\,a^{2}\approx 14,338288~a^{2},}
{\displaystyle V={\frac {11}{2{\sqrt {2}}}}\,a^{3}\approx 3,889087~a^{3}.}